# Аццини, Карло
Карло Аццини (итал. Carlo Azzini; 19 июля 1935, Сорезина, Ломбардия — 12 января 2020, Сорезина, Ломбардия) — итальянский шоссейный велогонщик, выступавший на профессиональном уровне в 1958—1964 годах. Победитель и призёр ряда крупных гонок на шоссе, участник супермногодневок «Джиро д’Италия» и «Тур де Франс».

## Биография
Карло Аццини родился 19 июля 1935 года в коммуне Сорезина провинции Кремона.
В середине 1950-х годов активно выступал как любитель, в частности в 1955 году финишировал вторым в гонке «Джиро дель Умбрия».
Дебютировал в шоссейном велоспорте на профессиональном уровне в сезоне 1958 года в составе итальянской команды San Pellegrino. В это время одержал победу на «Джиро ди Сицилия», принял участие в классических однодневных гонках «Милан — Сан-Ремо» и «Джиро ди Ломбардия», впервые полностью преодолел дистанцию супермногодневки «Джиро д’Италия», расположившись в итоговом протоколе на 28-й позиции.
В 1959 году перешёл в другую итальянскую команду Legnano, в которой оставался в течение двух лет. С ней ещё два раза стартовал на «Джиро д’Италия», дважды проехал «Джиро ди Ломбардия» и один раз «Милан — Сан-Ремо», добавил в послужной список победу в гонке «Джиро делле Альпи Апуане».
На сезон 1961 года вернулся в San Pellegrino, стал вторым на «Тре Валли Варезине», уступив на финише только бельгийцу Вилли Ваннитсену, шестым в генеральной классификации «Тура Швейцарии», занял 29-е место на «Джиро д’Италия», 67-е место на «Милан — Сан-Ремо», 15-е место на «Джиро ди Ломбардия». В первый и единственный раз в карьере принял участие в монументальной классике «Париж — Рубе».
В 1962—1964 годах представлял команду Carpano. С ней в пятый раз стартовал на «Джиро д’Италия», отметился двумя выступлениями на «Тур де Франс», ещё дважды проехал «Джиро ди Ломбардия».
Умер 12 января 2020 года в своей родной коммуне Сорезина в возрасте 84 лет.

### Результаты на Гранд-турах
| Гранд-тур       | 1958 | 1959 | 1960 | 1961 | 1962 | 1963 |
| --------------- | ---- | ---- | ---- | ---- | ---- | ---- |
| Джиро д’Италия  | 28   | DNF  | 35   | 29   | DNF  | –    |
| Тур де Франс    | –    | –    | –    | –    | 42   | DNF  |
| Вуэльта Испании | –    | –    | –    | –    | –    | –    |

DNF — не финишировал
— (прочерк) — не участвовал